# 5e étape du Tour de France 2021
Pour un article plus général, voir Tour de France 2021.
La 5e étape du Tour de France 2021 se déroule le mercredi 30 juin 2021 entre Changé et Laval, sur une distance de 27,2 kilomètres en contre-la-montre individuel.

## Parcours
Sans pentes sévères, ce contre-la-montre s'adresse aux rouleurs et aux hommes puissants. Le tracé est relativement vallonné dans son ensemble, surtout vers la première partie du parcours et sur la fin, ce qui a tendance à avantager les pures spécialistes de la discipline. La première partie contient plusieurs faux plats montants, la deuxième une petite bosse, et la troisième ne contient qu'une petite cote vers la fin. Il faut noter également que c'est le contre-la-montre le plus long en première semaine depuis le Tour de France 2012 avec 27,2 km.

## Favoris de l'étape
Parmi tous les coureurs, des objectifs distincts sont visibles. Pour une grosse partie du peloton, le but est de passer le contre-la-montre sans perdre trop d'énergie. D'autres coureurs ont pour objectif de ne pas perdre trop de temps au général car ils ne sont pas spécialistes de l'épreuve. Sur un parcours de 27 km, l'écart peut vite monter à une voire deux minutes. On peut penser à des coureurs comme David Gaudu. À l'inverse, les spécialistes visant la victoire à Paris auront à cœur d'essayer de creuser l'écart avec leurs opposants, comme Pogacar, Roglic, Porte, Uran ou encore Lutsenko. Il reste les spécialistes sans objectifs de victoire finale, à savoir Kung, van Aert ou Bisseger. Julian Alaphilippe et Matthieu van der Poel sont aussi à tenir à l'œil car ces derniers se battent pour le maillot jaune.

## Déroulement de la course
Le premier très bon temps de ce chrono est réalisé par Mikkel Bjerg. Ce dernier profite d'une route sèche et de peu de vent pour réaliser jusque là le premier temps provisoire. Alors que la pluie tombe et que le vent se lève, de nombreux coureurs sont pénalisés par ces facteurs météorologiques rendant de nombreuses trajectoires dangereuses. La pluie cesse et les regards se tournent vers le champion d'Europe de CLM en titre, Stefan Küng qui améliore de 36 secondes le record précédent et dépasse la vitesse moyenne de 50 km/h. Les routes étant désormais sèches, les derniers coureurs à partir peuvent espérer battre le temps de Küng, réalisé sur des portions parfois encore un peu humides. 
Des coureurs comme Roglic ou Uran, spécialistes de contre-la-montre, doivent faire un bon temps pour ne pas se faire distancer au général mais aucun d'eux ne réussit battre Küng. C'est au tour de Pogačar de s'élancer. Il prend 11 secondes à Küng rien qu'au premier classement intermédiaire et creuse l'écart au fil du parcours. Résigné, le Suisse voit alors Pogačar lui enlever l'espoir d'une victoire d'étape sur la Grande Boucle. Au vu de la performance du vainqueur sortant, on se dit que seul Wout van Aert peut encore enlever l'étape des mains du Slovène, le Belge n'ayant qu'un retard de sept secondes dans la partie finale du premier secteur, mais l'écart se creuse bien plus au deuxième temps provisoire. Quant à Julian Alaphilippe, il ne parvient pas à réitérer son exploit de 2019, il termine à 1' 11" de Pogačar et perd deux places au classement général. Tadej Pogačar signe alors un véritable numéro et remporte l'étape haut la main. Mathieu van der Poel, pourtant très peu adepte du contre-la-montre, arrive à défendre son maillot jaune pour huit petites secondes en sortant une très belle performance.

## Résultats

### Classement de l'étape
| Classement de la 5e étape | Classement de la 5e étape | Classement de la 5e étape | Classement de la 5e étape | Classement de la 5e étape |
|                           | Coureur                   | Pays                      | Équipe                    | Temps                     |
| ------------------------- | ------------------------- | ------------------------- | ------------------------- | ------------------------- |
| 1er                       | Tadej Pogačar             | Slovénie                  | UAE Team Emirates         | en 32 min 0 s             |
| 2e                        | Stefan Küng               | Suisse                    | Groupama-FDJ              | + 19 s                    |
| 3e                        | Jonas Vingegaard          | Danemark                  | Jumbo-Visma               | + 27 s                    |
| 4e                        | Wout van Aert             | Belgique                  | Jumbo-Visma               | + 30 s                    |
| 5e                        | Mathieu van der Poel      | Pays-Bas                  | Alpecin-Fenix             | + 31 s                    |
| 6e                        | Kasper Asgreen            | Danemark                  | Deceuninck-Quick Step     | + 37 s                    |
| 7e                        | Primož Roglič             | Slovénie                  | Jumbo-Visma               | + 44 s                    |
| 8e                        | Mattia Cattaneo           | Italie                    | Deceuninck-Quick Step     | + 55 s                    |
| 9e                        | Richie Porte              | Australie                 | Ineos Grenadiers          | + 55 s                    |
| 10e                       | Alexey Lutsenko           | Kazakhstan                | Astana-Premier Tech       | + 1 min 0 s               |
| modifier                  |                           |                           |                           |                           |

### Classements aux points intermédiaires
| Classement intermédiaire no 1 Saint-Jean-sur-Mayenne (km 8,8) | Classement intermédiaire no 1 Saint-Jean-sur-Mayenne (km 8,8) | Classement intermédiaire no 1 Saint-Jean-sur-Mayenne (km 8,8) | Classement intermédiaire no 1 Saint-Jean-sur-Mayenne (km 8,8) | Classement intermédiaire no 1 Saint-Jean-sur-Mayenne (km 8,8) |
|                                                               | Coureur                                                       | Pays                                                          | Équipe                                                        | Temps                                                         |
| ------------------------------------------------------------- | ------------------------------------------------------------- | ------------------------------------------------------------- | ------------------------------------------------------------- | ------------------------------------------------------------- |
| 1er                                                           | Tadej Pogačar                                                 | Slovénie                                                      | UAE Team Emirates                                             | en 10 min 38 s                                                |
| 2e                                                            | Wout van Aert                                                 | Belgique                                                      | Jumbo-Visma                                                   | + 7 s                                                         |
| 3e                                                            | Mathieu van der Poel                                          | Pays-Bas                                                      | Alpecin-Fenix                                                 | + 7 s                                                         |
| 4e                                                            | Kasper Asgreen                                                | Danemark                                                      | Deceuninck-Quick Step                                         | + 10 s                                                        |
| 5e                                                            | Jonas Vingegaard                                              | Danemark                                                      | Jumbo-Visma                                                   | + 10 s                                                        |
| 6e                                                            | Stefan Küng                                                   | Suisse                                                        | Groupama-FDJ                                                  | + 11 s                                                        |
| 7e                                                            | Alexey Lutsenko                                               | Kazakhstan                                                    | Astana-Premier Tech                                           | + 12 s                                                        |
| 8e                                                            | Primož Roglič                                                 | Slovénie                                                      | Jumbo-Visma                                                   | + 16 s                                                        |
| 9e                                                            | Rigoberto Urán                                                | Colombie                                                      | EF Education-Nippo                                            | + 19 s                                                        |
| 10e                                                           | Neilson Powless                                               | États-Unis                                                    | EF Education-Nippo                                            | + 20 s                                                        |
| modifier                                                      |                                                               |                                                               |                                                               |                                                               |

| Classement intermédiaire no 2 Bonchamp-lès-Laval (km 17,2) | Classement intermédiaire no 2 Bonchamp-lès-Laval (km 17,2) | Classement intermédiaire no 2 Bonchamp-lès-Laval (km 17,2) | Classement intermédiaire no 2 Bonchamp-lès-Laval (km 17,2) | Classement intermédiaire no 2 Bonchamp-lès-Laval (km 17,2) |
|                                                            | Coureur                                                    | Pays                                                       | Équipe                                                     | Temps                                                      |
| ---------------------------------------------------------- | ---------------------------------------------------------- | ---------------------------------------------------------- | ---------------------------------------------------------- | ---------------------------------------------------------- |
| 1er                                                        | Tadej Pogačar                                              | Slovénie                                                   | UAE Team Emirates                                          | en 20 min 4 s                                              |
| 2e                                                         | Stefan Küng                                                | Suisse                                                     | Groupama-FDJ                                               | + 17 s                                                     |
| 3e                                                         | Wout van Aert                                              | Belgique                                                   | Jumbo-Visma                                                | + 21 s                                                     |
| 4e                                                         | Jonas Vingegaard                                           | Danemark                                                   | Jumbo-Visma                                                | + 22 s                                                     |
| 5e                                                         | Mathieu van der Poel                                       | Pays-Bas                                                   | Alpecin-Fenix                                              | + 22 s                                                     |
| 6e                                                         | Kasper Asgreen                                             | Danemark                                                   | Deceuninck-Quick Step                                      | + 34 s                                                     |
| 7e                                                         | Primož Roglič                                              | Slovénie                                                   | Jumbo-Visma                                                | + 35 s                                                     |
| 8e                                                         | Richie Porte                                               | Australie                                                  | Ineos Grenadiers                                           | + 40 s                                                     |
| 9e                                                         | Mikkel Bjerg                                               | Danemark                                                   | UAE Team Emirates                                          | + 41 s                                                     |
| 10e                                                        | Rigoberto Urán                                             | Colombie                                                   | EF Education-Nippo                                         | + 42 s                                                     |
| modifier                                                   |                                                            |                                                            |                                                            |                                                            |

### Points attribués
| Arrivée d'étape Laval - Espace Mayenne (km 27,2) | Arrivée d'étape Laval - Espace Mayenne (km 27,2) | Arrivée d'étape Laval - Espace Mayenne (km 27,2) | Arrivée d'étape Laval - Espace Mayenne (km 27,2) | Arrivée d'étape Laval - Espace Mayenne (km 27,2) |
| ------------------------------------------------ | ------------------------------------------------ | ------------------------------------------------ | ------------------------------------------------ | ------------------------------------------------ |
|                                                  | Coureur                                          | Pays                                             | Équipe                                           | Point(s)                                         |
| 1er                                              | Tadej Pogačar                                    | Slovénie                                         | UAE Team Emirates                                | 20                                               |
| 2e                                               | Stefan Küng                                      | Suisse                                           | Groupama-FDJ                                     | 17                                               |
| 3e                                               | Jonas Vingegaard                                 | Danemark                                         | Jumbo-Visma                                      | 15                                               |
| 4e                                               | Wout van Aert                                    | Belgique                                         | Jumbo-Visma                                      | 13                                               |
| 5e                                               | Mathieu van der Poel                             | Pays-Bas                                         | Alpecin-Fenix                                    | 11                                               |
| 6e                                               | Kasper Asgreen                                   | Danemark                                         | Deceuninck-Quick Step                            | 10                                               |
| 7e                                               | Primož Roglič                                    | Slovénie                                         | Jumbo-Visma                                      | 9                                                |
| 8e                                               | Mattia Cattaneo                                  | Italie                                           | Deceuninck-Quick Step                            | 8                                                |
| 9e                                               | Richie Porte                                     | Australie                                        | Ineos Grenadiers                                 | 7                                                |
| 10e                                              | Alexey Lutsenko                                  | Kazakhstan                                       | Astana-Premier Tech                              | 6                                                |
| 11e                                              | Mikkel Bjerg                                     | Danemark                                         | UAE Team Emirates                                | 5                                                |
| 12e                                              | Magnus Cort Nielsen                              | Danemark                                         | EF Education-Nippo                               | 4                                                |
| 13e                                              | Rigoberto Urán                                   | Colombie                                         | EF Education-Nippo                               | 3                                                |
| 14e                                              | Julian Alaphilippe                               | France                                           | Deceuninck Quick Step                            | 2                                                |
| 15e                                              | Pierre Latour                                    | France                                           | TotalEnergies                                    | 1                                                |
| modifier                                         |                                                  |                                                  |                                                  |                                                  |

## Classements à l'issue de l'étape

### Classement général
| Classement général | Classement général   | Classement général | Classement général    | Classement général  |
|                    | Coureur              | Pays               | Équipe                | Temps               |
| ------------------ | -------------------- | ------------------ | --------------------- | ------------------- |
| 1er                | Mathieu van der Poel | Pays-Bas           | Alpecin-Fenix         | en 16 h 51 min 41 s |
| 2e                 | Tadej Pogačar        | Slovénie           | UAE Team Emirates     | + 8 s               |
| 3e                 | Wout van Aert        | Belgique           | Jumbo-Visma           | + 30 s              |
| 4e                 | Julian Alaphilippe   | France             | Deceuninck-Quick Step | + 48 s              |
| 5e                 | Alexey Lutsenko      | Kazakhstan         | Astana-Premier Tech   | + 1 min 21 s        |
| 6e                 | Pierre Latour        | France             | TotalEnergies         | + 1 min 28 s        |
| 7e                 | Rigoberto Urán       | Colombie           | EF Education-Nippo    | + 1 min 29 s        |
| 8e                 | Jonas Vingegaard     | Danemark           | Jumbo-Visma           | + 1 min 43 s        |
| 9e                 | Richard Carapaz      | Équateur           | Ineos Grenadiers      | + 1 min 44 s        |
| 10e                | Primož Roglič        | Slovénie           | Jumbo-Visma           | + 1 min 48 s        |
| modifier           |                      |                    |                       |                     |

| Classement par points | Classement par points | Classement par points | Classement par points | Classement par points |
| --------------------- | --------------------- | --------------------- | --------------------- | --------------------- |
|                       | Coureur               | Pays                  | Équipe                | Point(s)              |
| 1er                   | Mark Cavendish        | Royaume-Uni           | Deceuninck-Quick Step | 89 points             |
| 2e                    | Julian Alaphilippe    | France                | Deceuninck-Quick Step | 84 pts                |
| 3e                    | Mathieu van der Poel  | Pays-Bas              | Alpecin-Fenix         | 78 pts                |
| 4e                    | Michael Matthews      | Australie             | Team BikeExchange     | 78 pts                |
| 5e                    | Nacer Bouhanni        | France                | Arkéa-Samsic          | 74 pts                |
| 6e                    | Tadej Pogačar         | Slovénie              | UAE Team Emirates     | 64 pts                |
| 7e                    | Jasper Philipsen      | Belgique              | Alpecin-Fenix         | 61 pts                |
| 8e                    | Tim Merlier           | Belgique              | Alpecin-Fenix         | 50 pts                |
| 9e                    | Primož Roglič         | Slovénie              | Jumbo-Visma           | 49 pts                |
| 10e                   | Peter Sagan           | Slovaquie             | Bora-Hansgrohe        | 48 pts                |
| modifier              |                       |                       |                       |                       |

| Classement du meilleur grimpeur | Classement du meilleur grimpeur | Classement du meilleur grimpeur | Classement du meilleur grimpeur    | Classement du meilleur grimpeur |
| ------------------------------- | ------------------------------- | ------------------------------- | ---------------------------------- | ------------------------------- |
|                                 | Coureur                         | Pays                            | Équipe                             | Point(s)                        |
| 1er                             | Ide Schelling                   | Pays-Bas                        | Bora-Hansgrohe                     | 5 points                        |
| 2e                              | Mathieu van der Poel            | Pays-Bas                        | Alpecin-Fenix                      | 4 pts                           |
| 3e                              | Anthony Perez                   | France                          | Cofidis                            | 3 pts                           |
| 4e                              | Julian Alaphilippe              | France                          | Deceuninck-Quick Step              | 2 pts                           |
| 5e                              | Edward Theuns                   | Belgique                        | Trek-Segafredo                     | 2 pts                           |
| 6e                              | Tadej Pogačar                   | Slovénie                        | UAE Team Emirates                  | 2 pts                           |
| 7e                              | Victor Campenaerts              | Belgique                        | Qhubeka NextHash                   | 1 pt                            |
| 8e                              | Jelle Wallays                   | Belgique                        | Cofidis                            | 1 pt                            |
| 9e                              | Danny van Poppel                | Pays-Bas                        | Intermarché-Wanty-Gobert Matériaux | 1 pt                            |
| 10e                             | Michael Matthews                | Australie                       | Team BikeExchange                  | 1 pt                            |
| modifier                        |                                 |                                 |                                    |                                 |

| Classement général du meilleur jeune | Classement général du meilleur jeune | Classement général du meilleur jeune | Classement général du meilleur jeune | Classement général du meilleur jeune |
|                                      | Coureur                              | Pays                                 | Équipe                               | Temps                                |
| ------------------------------------ | ------------------------------------ | ------------------------------------ | ------------------------------------ | ------------------------------------ |
| 1er                                  | Tadej Pogačar                        | Slovénie                             | UAE Team Emirates                    | en 16 h 51 min 49 s                  |
| 2e                                   | Jonas Vingegaard                     | Danemark                             | Jumbo-Visma                          | + 1 min 35 s                         |
| 3e                                   | David Gaudu                          | France                               | Groupama-FDJ                         | + 2 min 27 s                         |
| 4e                                   | Sergio Higuita                       | Colombie                             | EF Education-Nippo                   | + 2 min 58 s                         |
| 5e                                   | Lucas Hamilton                       | Australie                            | Team BikeExchange                    | + 3 min 51 s                         |
| 6e                                   | Aurélien Paret-Peintre               | France                               | AG2R Citroën                         | + 5 min 14 s                         |
| 7e                                   | Neilson Powless                      | États-Unis                           | EF Education-Nippo                   | + 7 min 2 s                          |
| 8e                                   | Stefan de Bod                        | Afrique du Sud                       | Astana-Premier Tech                  | + 7 min 13 s                         |
| 9e                                   | Mark Donovan                         | Royaume-Uni                          | Team DSM                             | + 8 min 52 s                         |
| 10e                                  | Joris Nieuwenhuis                    | Pays-Bas                             | Team DSM                             | + 10 min 59 s                        |
| modifier                             |                                      |                                      |                                      |                                      |

| Classement par équipes | Classement par équipes | Classement par équipes | Classement par équipes |
|                        | Équipe                 | Pays                   | Temps                  |
| ---------------------- | ---------------------- | ---------------------- | ---------------------- |
| 1re                    | Jumbo-Visma            | Pays-Bas               | en 50 h 39 min 14 s    |
| 2e                     | EF Education-Nippo     | États-Unis             | + 2 min 25 s           |
| 3e                     | Bahrain Victorious     | Bahreïn                | + 3 min 2 s            |
| 4e                     | Astana-Premier Tech    | Kazakhstan             | + 3 min 23 s           |
| 5e                     | Deceuninck-Quick Step  | Belgique               | + 3 min 25 s           |
| 6e                     | Ineos Grenadiers       | Royaume-Uni            | + 3 min 25 s           |
| 7e                     | Trek-Segafredo         | États-Unis             | + 5 min 21 s           |
| 8e                     | Team BikeExchange      | Australie              | + 6 min 1 s            |
| 9e                     | Movistar               | Espagne                | + 8 min 41 s           |
| 10e                    | Bora-Hansgrohe         | Allemagne              | + 9 min 50 s           |
| modifier               |                        |                        |                        |

## Abandons
- Aucun abandon[4]